# Anne Linnet
Anne Linnet (Aarhus, 1953. július 30.) dán énekesnő, zenész és zeneszerző. Több együttesnek is tagja volt (Shit & Chanel, Anne Linnet Band, Marquis de Sade) és számos szólólemezt is kiadott.

## Diszkográfia (válogatás)
- Lyset Anne Linnet & Tears (1972) (kislemez)
- Sweet Thing (1973)
- Anne Linnet (1974)
- Kvindesind (1977)
- Yoy're Crazy (1979)
- Go' Søndag Morgen (1980)
- Marquis De Sade (1983)
- Berlin '84 (1984)
- Hvid Magi (1985), Marquis de Sade
- En Elsker (1986), Marquis de Sade
- Barndommens Gade (1986)
- Jeg Er Jo Lige Her (1988)
- Kvindesind (1988)
- Min Sang (1989)
- Det' Så Dansk (1991)
- Tal til mig (1993)
- Pige, træd varsomt (1995)
- Jeg og du (2000)
- Over Mig Under Mig (2002)
- Anne Linnet (2008)

1. ↑  https://www.sa.dk/ao-soegesider/da/billedviser?epid=21264449#334453,29151818. (Hozzáférés: 2023. szeptember 14.)
2. ↑  Dansk kvindebiografisk leksikon (dán nyelven), 2001
3. ↑  Anne_Linnet, 2023. szeptember 14.
4. 1 2  Anne Linnet (f. 1953). Litteraturpriser.dk . (Hozzáférés: 2022. május 16.)
5. ↑  Titel komponist / Navn Anne Kristine Kjær Linnet / Gældende fra 16.04.2000 /  Dekorering(er) Ridder af Dannebrogordenen. Modtagere af danske dekorationer . dán királyi család. (Hozzáférés: 2022. május 16.)
6. ↑  Anne Linnet / Awards (angol nyelven). Internet Movie Database . (Hozzáférés: 2022. május 16.)
7. ↑  Anne Linnet 2015. (Hozzáférés: 2023. január 5.)